# Marilyn Horne
Pour les articles homonymes, voir Horne.
Marilyn Horne, née à Bradford (Pennsylvanie) le 16 janvier 1934, est une mezzo-soprano américaine.

## Biographie

### Enfance
Enfant, elle chante à l'église de la petite communauté californienne où ses parents avaient pris leurs quartiers ; son père avait étudié le chant sans en faire son métier mais a joué un rôle important dans le développement musical de ses deux filles. Encore très jeune, Marilyn travaille sa voix avec Edna Luce, une chanteuse lyrique locale dont elle indique qu'elle lui aura donné des bases techniques solides.

### Formation
Adolescente, après que la famille a déménagé en Californie, elle étudie à l'Université de Californie du Sud, jusqu'en 1953, et intègre le Los Angeles Concert Youth Chorus sous la direction de Roger Wagner, où elle se lie d'amitié avec la jeune Marni Nixon. Encore soprano, elle exploite aussi ses dons d'imitatrice pour enregistrer des covers, copies bon marché de chansons à succès de l'époque (comme celles de Peggy Lee) vendues dans les grandes surfaces. Elle étudie le chant avec William Vennard et participe à plusieurs master classes de la cantatrice Lotte Lehmann, grâce au soutien d'une mécène californienne, Carolyn Scott.

### Débuts
En 1954, elle débute sur scène dans une production du Los Angeles Guild Opera, dans La Fiancée vendue dirigée par le chef allemand Carl Ebert. La même année, elle double Dorothy Dandridge pour le chant dans le film musical Carmen Jones d'Otto Preminger puis, deux ans plus tard, participe à l'enregistrement du Roi et moi, ce qui lui permet de retrouver Marni Nixon qui double quant à elle Deborah Kerr.
Pour financer un voyage en Europe destiné à auditionner dans des théâtres, elle organise un concert à bénéfice qui lui rapporte 1000 dollars. En 1958, elle part pour l'Allemagne où l'appelle un contrat de trois ans avec l'Opéra civique de Gelsenkirchen. Elle y chante les grands rôles de soprano lyrique : Minnie dans La fanciulla del West, Mimì dans La Bohème, Giulietta dans Les Contes d'Hoffmann, Amelia dans Simon Boccanegra, Tatiana dans Eugène Onéguine. Elle y fait la connaissance du chef d'orchestre et contrebassiste Henry Lewis, qu'elle épouse en 1960 (et dont elle divorcera en 1979). Elle travaille avec Igor Stravinsky dont elle enregistre plusieurs pièces, dont Œdipus rex.

### Inflexions vocales
De retour aux États-Unis, ne se sentant plus aussi à l'aise dans l'aigu, elle décide de travailler plus son registre grave abordant les rôles de mezzo-soprano, tout en conservant une tessiture atteignant le contre-ut (do5). C'est seulement à partir de 1968 qu'elle abandonne tout rôle de soprano.
La cantatrice australienne Joan Sutherland la remarque au cours d'une reprise de l'opéra, alors méconnu, Beatrice di Tenda de Vincenzo Bellini. C'est le début d'une longue collaboration et la consécration de Horne en tant que mezzo-soprano colorature. Henry Lewis joue un rôle important dans cette évolution, en particulier pour écrire des variations personnelles. 
Horne débute à Covent-Garden en 1964 dans Marie (Wozzeck) et à la Scala en 1969 dans Œdipus rex puis, quelques semaines plus tard, dans Le Siège de Corinthe de Gioachino Rossini, sous la direction de Thomas Schippers. La même année, elle interprète le rôle de Marguerite dans La Damnation de Faust de Berlioz sous la direction de Georges Prêtre.

### Apogée
La pleine maturité n'arrive cependant qu'à partir de 1970 : elle débute au Metropolitan Opera en mars 1970 dans Norma (Adalgisa), aux côtés de Joan Sutherland; elle aborde ensuite Carmen et Fidès dans Le Prophète de Giacomo Meyerbeer et ce qui deviendra son rôle-fétiche : Tancredi de Rossini, qu'elle chantera jusqu'en 1989. Elle chante également Orphée et Eurydice au Met, en 1972, une production qui sera jugée sévèrement. 

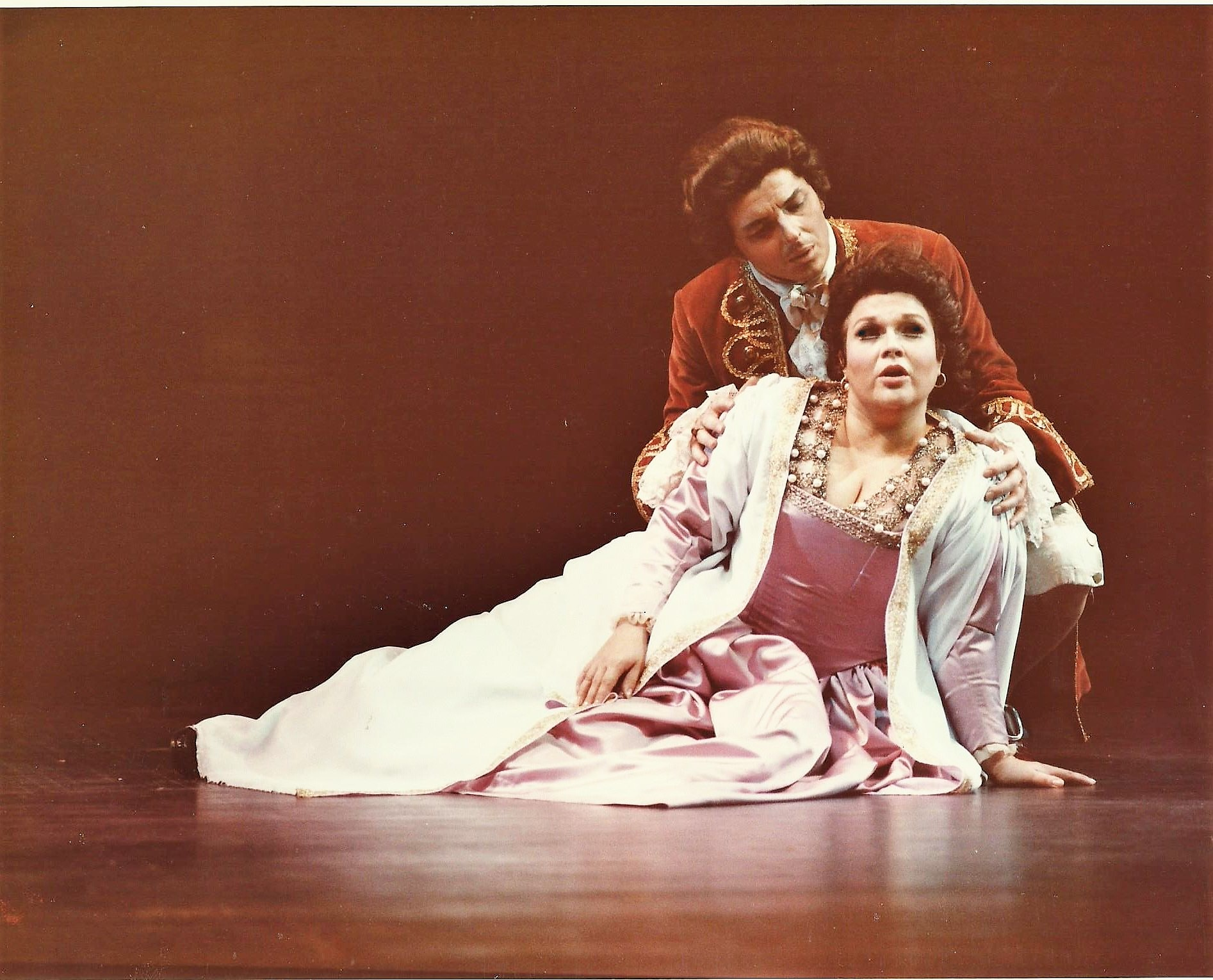
Beniamino Prior et Marilyn Horne dans le rôle de Mignon en 1974.

En 1975, le Met reprend à son intention Rinaldo de Haendel, une œuvre peu représentée à l'époque: sa prestation flamboyante ne fait que confirmer son statut de virtuose (trente ans après, la critique lui attribue toujours la relance de l'opéra baroque). En 1978, elle chante Orlando furioso d'Antonio Vivaldi pour sa première reprise à l'époque moderne. La production, signée Pier Luigi Pizzi, fera le tour du monde jusqu'en 1989.
Elle débute à La Fenice de Venise en 1981 dans Tancredi de Rossini. Les prises de rôles s'enchainent : Dalila, Eboli, Isabella, Carmen, Orphée au Met, Amnéris à Berlin (ainsi qu'au Met at au Festival de Salzbourg, sous la direction de Karajan), Orlando (de Haendel cette fois-ci) à Venise en 1985, La Cenerentola à Chicago... 

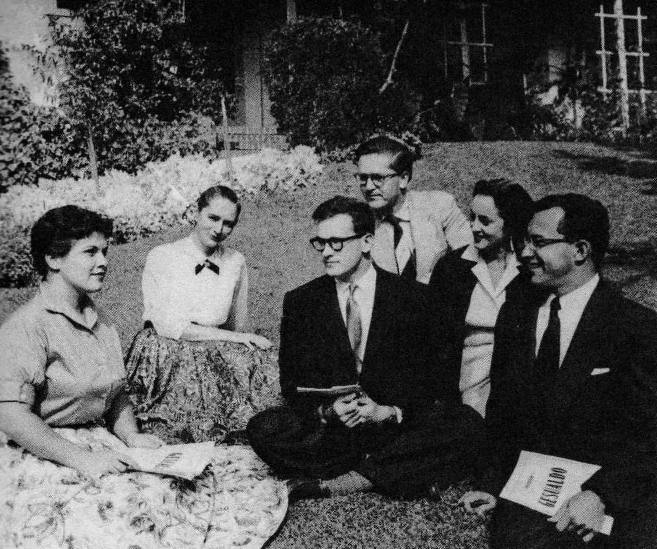
Robert Craft avec Marilyn Horne (à gauche) dans les années 1950.

On évoque une Brünnhilde dans Le Crépuscule des dieux, projet qui ne se réalisera pas. 
Dans les années 1980, Marilyn Horne participe pleinement de la "Rossini Renaissance" et chante à plusieurs reprises au festival Rossini de Pesaro, en particulier dans Ermione, Bianca e Falliero et dans le Stabat Mater.
Parallèlement aux opéras sur scène, Marilyn Horne a développé une intense activité de récitaliste, avec comme accompagnateurs Gwendolyn Williams Kodofsky puis Martin Katz.
Depuis 1997, elle dirige le département vocal de la Music Academy of the West de Santa Barbara.

### Fin de carrière
Elle fait ses adieux à la scène en 1998.
En décembre 2005, on lui a diagnostiqué un cancer du pancréas, tumeur de pronostic souvent mortel. Elle est traitée par rayons et chimiothérapie au Memorial Sloan-Kettering Cancer Center de New York. En juillet 2010, elle a déclaré être tirée d'affaire.
Elle reçoit en 2023 un International Opera Award pour l'ensemble de sa carrière.

## Vie privée
Marilyn Horne s'est mariée en avec le chef d'orchestre Henry Lewis et le couple a eu une fille, Angela, en 1965. Après avoir divorcé, en 1979, elle a eu une relation amoureuse avec la basse Nicola Zaccaria, une basse grecque.

## Voix
Douée d'une voix particulièrement timbrée et reconnaissable, Marilyn Horne a construit son timbre par un travail constant, ré-inventant un registre perdu : celui du contralto rossinien. Ce parcours est d'autant plus original qu'elle a démarré sa carrière en assumant des rôles de soprano. Vers la fin de sa carrière (officiellement arrêtée en 1998), des lézardes commençaient à devenir évidentes à la surface d'un maçonnage aussi sophistiqué : les différents registres, parfaitement unis jusqu'alors, perdirent leur homogénéité, transformant progressivement les qualités uniques de cette artiste en caricature. Le poitrinage outrancier, les aigus souvent bas (ceci même au sommet de sa carrière) et l'aspect guttural du médium des dernières performances ne pourraient, en aucun cas, effacer le souvenir d'une gloire bien méritée.

## Discographie sélective
Marilyn Horne profitait d'un contrat de privilège avec Decca Records (autrement London Records), à l'exception de quelques enregistrements. C'est la raison pour laquelle en 2008, Decca a sorti 11 DC de coffret Marilyn Horne The Complete Decca Recitals [catalogue en ligne (The Penguin Guide to the 1000 Finest Classical Recordings, 2011)].
Et voilà certains enregistrements distingués :
- Berlioz, La Damnation de Faust (rôle de Marguerite), Orchestre de la RAI, direction Georges Prêtre 1969 2 CD Akadia.
- Roussel, Padmâvatî, Nicolai Gedda, Ratan-Sen, José van Dam, Alaouddin, Orchestre National du Capitole de Toulouse, dir. Michel Plasson 1982 1983 report 2 CD Erato 2019
- Bellini, Norma (rôle d'Adalgisa) avec Sutherland, Alexander... Dir. Bonynge   DECCA  1965 2 CD studio
- Bellini, Norma (rôle d'Adalgisa) avecSutherland,Bergonzi... Dir. Bonynge       Foyer 1970 2 CD Live
- Récital (Bel canto arias), Dir. Lewis, 1965, Decca
- The sisters Garcia, Dir. Lewis, 1966, Decca
- Lullabies from round the world, 1955
- Händel, Arias from Jules Cesar, avec Joan Sutherland, R. Bonynge, 1964, Decca
- The age of Bel Canto, avec Joan Sutherland, R. Bonynge, 1964, Decca
- Rossini, Semiramide, avec Joan Sutherland, R. Bonynge, 1965, Decca
- Presenting Marilyn Horne, avec H. Lewis, 1965, London Records
- Mozart, Requiem, dir. Kertesz, 1966, Decca
- Georges Bizet, Carmen sous la direction de Leonard Bernstein avec The Metropolitan Opera, 1973, Deutsche Grammophon 2530 534, enregistrement réalisé sous l'autorisation particulier de Decca

## Décorations
- Commandeur de l'ordre des Arts et des Lettres Elle est faite commandeur lors de la promotion du 26 janvier 1995[11].

## Publications
- (en) Marilyn Horne, Jane Scovell, Marilyn Horne: My Life, Atheneum Books, 1983, 258 p.  (ISBN 068911401X)
- (en) Marilyn Horne, Jane Scovell, Marilyn Horne: The Song Continues, Baskerville Publishers, 2004, 279 p.  (ISBN 1880909715)